# Liste der Kulturgüter in Vezia
Die Liste der Kulturgüter in Vezia enthält alle Objekte in der Gemeinde Vezia im Kanton Tessin, die gemäss der Haager Konvention zum Schutz von Kulturgut bei bewaffneten Konflikten, dem Bundesgesetz vom 20. Juni 2014 über den Schutz der Kulturgüter bei bewaffneten Konflikten sowie der Verordnung vom 29. Oktober 2014 über den Schutz der Kulturgüter bei bewaffneten Konflikten unter Schutz stehen.
Objekte der Kategorien A und B sind vollständig in der Liste enthalten, Objekte der Kategorie C fehlen zurzeit (Stand: 1. Januar 2023).

## Kulturgüter
| Foto |                                                                                                | Objekt | Kat. | Typ | Standort                       | Beschreibung |
| ---- | ---------------------------------------------------------------------------------------------- | --- | ---- | --- | ------------------------------ | ------------ |
| ja   | Datei hochladen · Wikidata zu Villa Negroni mit Park, Oratorium und Beinhaus (Q29527526)       | Villa Negroni mit Park, Oratorium und Beinhaus / Villa Negroni con parco, oratorio e ossario KGS-Nr.: 05764                 | A    | G   | Via Morosini 1 715945 / 98491  |              |
| BW   | Datei hochladen · Wikidata zu San Martino, mittelalterliche Siedlung und Kultstätte (Q3667814) | San Martino, mittelalterliche Siedlung und Kultstätte / San Martino, insediamento e luogo di culto medievale KGS-Nr.: 10515 | A    | F   | Via San Martino 716300 / 98308 |              |
| ja   | Datei hochladen · Wikidata zu Oratorium San Martino mit Kaplanei und Friedhof (Q29890018)      | Oratorium San Martino mit Kaplanei und Friedhof / Oratorio di San Martino con casa cappellanica e cimitero KGS-Nr.: 05763   | B    | G   | Via San Martino 716311 / 98307 |              |
| BW   | Datei hochladen · Wikidata zu Einfamilienhaus Graf (Q29889990)                                 | Einfamilienhaus Graf / Casa unifamiliare Graf KGS-Nr.: 12018                                                                | B    | G   | Via Ressega 1 715824 / 97736   |              |